# ماسارو ساتو
ماسارو ساتو (به ژاپنی: 佐藤 勝 Satō Masaru) یک آهنگساز موسیقی فیلم ژاپنی بود. وی در روموی، هوکایدو متولد و در ساپورو بزرگ شد.